# 충명국사
충명국사 각응(冲明國師 覺膺, 생몰년 미상)은 고려의 왕자이자 승려이다. 희종과 성평왕후의 5남이다.

## 생애
고려의 제21대 왕 희종과 성평왕후의 5남이며, 생몰년은 명확하지 않다. 성은 왕, 본관은 개성이다. 희종에게는 5남 4녀의 자녀가 있었는데, 이 중 충명국사의 형 원정국사(대선사 경지)도 1220년(고종 7년)에 출가하여 승려가 되었다.
언제 출가하였는지는 알 수 없다. 출가 후에는 경상도 영주의 부석사의 주지로 지내면서 부석사의 사세를 크게 발전시켰다. 1982년 5월 22일 보물 제735호로 지정된 영주 부석사 고려목판은 충명국사가 부석사의 주지로 있을 때 제작된 것으로 추정하기도 한다.
한편 《고려사》 등에는 충명국사의 이후의 삶에 대해 기록이 남아있지 않아 자세히 알 수 없다.

## 가족 관계
- 부왕 : 제21대 희종(熙宗, 1181~1237, 재위:1204~1211)
- 모후 : 성평왕후(成平王后, ?~1247)
  - 형 : 창원공 왕지(昌原公 王祉, 1197~1262)
  - 형 : 시령후 왕위(始寧侯 王禕, 생몰년 미상)
  - 형 : 경원공 왕조(慶原公 王祚, ?~1279)
  - 형 : 원정국사 경지(圓靜國師 鏡智, 생몰년 미상)
  - 남매 : 고종의 왕비 안혜왕후(安惠王后, ?~1232)
    - 조카 : 제24대 원종(元宗, 1219~1274, 재위:1259~1274)

  - 남매 : 영창공주(永昌公主, 생몰년 미상)
  - 남매 : 덕창궁주(德昌宮主, 생몰년 미상)
  - 남매 : 가순궁주(嘉順宮主, 생몰년 미상)
    - 조카 : 원종의 제2비 경창궁주(慶昌宮主, 생몰년 미상)

  - 남매 : 정희궁주(貞禧宮主, 생몰년 미상)